# Wilhelm Henke (Mediziner)

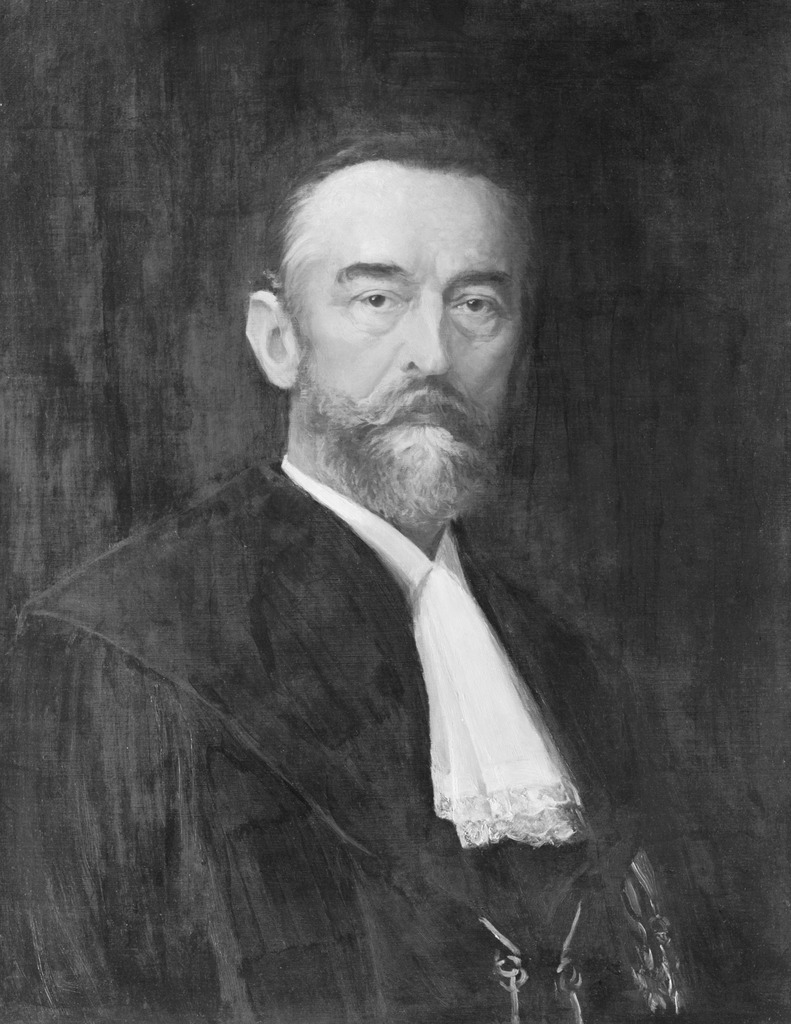
Philipp Jakob Wilhelm von Henke

Philipp Jakob Wilhelm Henke, ab 1894 von Henke, (* 19. Juni 1834 in Jena; † 17. Mai 1896 in Tübingen) war ein deutscher Anatom und Professor für Anatomie an der Universität Tübingen.

## Leben
Henke war ein Sohn des Kirchenhistorikers Ernst Ludwig Theodor Henke und dessen Ehefrau Betty, geb. Fries, Tochter des Philosophen Jakob Friedrich Fries. Er studierte an den Universitäten Marburg, Göttingen und Berlin und erlangte 1857 die Doktorwürde in Marburg. Während des Studiums gehörte er der Alten Marburger Burschenschaft Germania an.
Er war zunächst Assistent beim Ophthalmophysiologen Franciscus Cornelis Donders in Utrecht, wurde dann anatomischer Prosektor in Marburg, habilitierte sich dort 1858 als Privatdozent. Ab 1864 war er außerordentlicher und ab 1865 ordentlicher Professor und Direktor der Anatomie in Rostock, ab 1872 in Prag und von 1875 bis zu seinem Lebensende in Tübingen. Er musste etwa ein Jahr vor seinem Tode aus Gesundheitsgründen die wissenschaftliche Forschung und Lehrtätigkeit aufgeben.
Sein Sohn Friedrich (1868–1943) war Professor der Anatomie an der Universität Breslau, seine Tochter Anna (1872–1944) war Porträtmalerin.

## Auszeichnungen
1894 wurde Wilhelm Henke mit dem Ehrenkreuz des Ordens der württembergischen Krone ausgezeichnet, verbunden mit der Erhebung in den persönlichen Adel (Nobilitierung). Henke war seit 1860/61 Ehrenmitglied der Burschenschaft Arminia Marburg.

## Veröffentlichungen (Auswahl)
- Handbuch der Anatomie und Mechanik der Gelenke. Leipzig 1863.
- Topographische Anatomie des Menschen. Atlas und Lehrbuch, Berlin 1879 bis 1883.
- Die Menschen des Michelangelo im Vergleich mit der Antike. Rostock 1871. Digitalisat.
- Anatomie des Kindesalters. in Gerhardt’s Handbuch der Kinderkrankheiten.
- Beiträge zur Anatomie des Menschen in Beziehung auf Bewegung.
- Construction der Lage des Herzens in der Leiche aus einer Serie von Horizontalschnitten.
- Die Gruppe des Laokoon oder über den kritischen Stillstand tragischer Erschütterung. Leipzig, Heidelberg 1862. Digitalisat.
- Der Typus des germanischen Menschen im deutschen Volke.
- Vorträge über Plastik, Mimik und Drama. 1892.